# 두고만 보세요
"두고만 보세요"는 한국에서 제작된 김봉환 감독의 1964년 영화이다. 도금봉 등이 주연으로 출연하였고 박원석 등이 제작에 참여하였다.

## 출연

### 주연
- 도금봉
- 김희갑
- 김혜정
- 이대엽

## 기타
- 조명: 이억만
- 미술: 박석인